# 克里斯·韋克林
克里斯·韋克林（英語：Chris Wakelin，1992年3月16日—），是英國職業司諾克選手，他於2013年轉為職業。韋克林在2023年單局限時賽中獲勝，贏得第一個排名賽冠軍。此後他在2023年北愛爾蘭公開賽及2024年國際錦標賽的決賽中失利，分別敗給賈德·川普和丁俊暉。

## 生涯決賽

### 排名賽：3次（1項冠軍）
| 結果 | 次 | 年度 | 賽事           | 決賽對手        | 比數 |
| ---- | -- | ---- | -------------- | --------------- | ---- |
| 冠軍 | 1. | 2023 | 單局限時賽     | 朱利安·萊克勒克 | 1–0  |
| 亞軍 | 1. | 2023 | 北愛爾蘭公開賽 | 賈德·川普       | 3–9  |
| 亞軍 | 2. | 2024 | 國際錦標賽     | 丁俊暉          | 7–10 |